# تاقاب (حسينية انديمشك)
تاقاب (بالفارسية: تاقاب) هي قرية تقع في إيران في قسم حسینیة الريفي. يقدر عدد سكانها بـ 90 نسمة بحسب إحصاء 2016.